# ブレマートン (重巡洋艦)
| USS Bremerton (CA-130) |                             |
| 艦歴                   |                             |
| 発注:                  |                             |
| 起工:                  | 1943年2月1日                |
| 進水:                  | 1944年7月2日                |
| 就役:                  | 1945年4月29日               |
| 退役:                  | 1960年7月29日               |
| 除籍:                  | 1973年10月1日               |
| その後:                | 1974年に廃棄                |
| 性能諸元               |                             |
| 排水量:                | 13,600 トン                 |
| 全長:                  | 673 ft 5 in (205.3 m)       |
| 全幅:                  | 70 ft 10 in (21.6 m)        |
| 吃水:                  | 26 ft 10 in (8.2 m)         |
| 機関:                  |                             |
| 最大速:                | 33 ノット                   |
| 乗員:                  | 士官、兵員1,042名           |
| 兵装:                  | 8インチ砲9門、5インチ砲12門 |
| 搭載機:                |                             |

ブレマートン (USS Bremerton, CA-130) は、アメリカ海軍の重巡洋艦。ボルチモア級重巡洋艦の9番艦。艦名はワシントン州ブレマートンに因む。

## 艦歴
ブレマートンは1943年2月1日にニュージャージー州カムデンのニューヨーク造船所で起工し、1944年7月2日にエリザベス・K・マクグーワンによって進水した。1945年4月29日にJ・B・マラード艦長の指揮下就役した。
ブレマートンは1945年5月29日にノーフォークを出航し、グアンタナモ湾で整調巡航を行った。整調が完了すると、ブレマートンは南アメリカ巡航期間中に大西洋艦隊司令官ジョナス・イングラム提督の旗艦となる。巡航を終え帰国すると、1945年7月22日から10月2日までメイン州のカスコ湾で実験研究に従事した。1945年11月7日にブレマートンはグアンタナモ湾へ出航し訓練を行った。その後真珠湾に向かい、第7艦隊に合流した。1945年12月15日に真珠湾に到着し、1946年1月4日に仁川に到着した。ブレマートンは極東での活動を継続し、1946年11月20日にカリフォルニア州サンペドロに到着した。その後も西海岸沖で訓練に従事し、1948年4月9日にサンフランシスコで予備役となる。

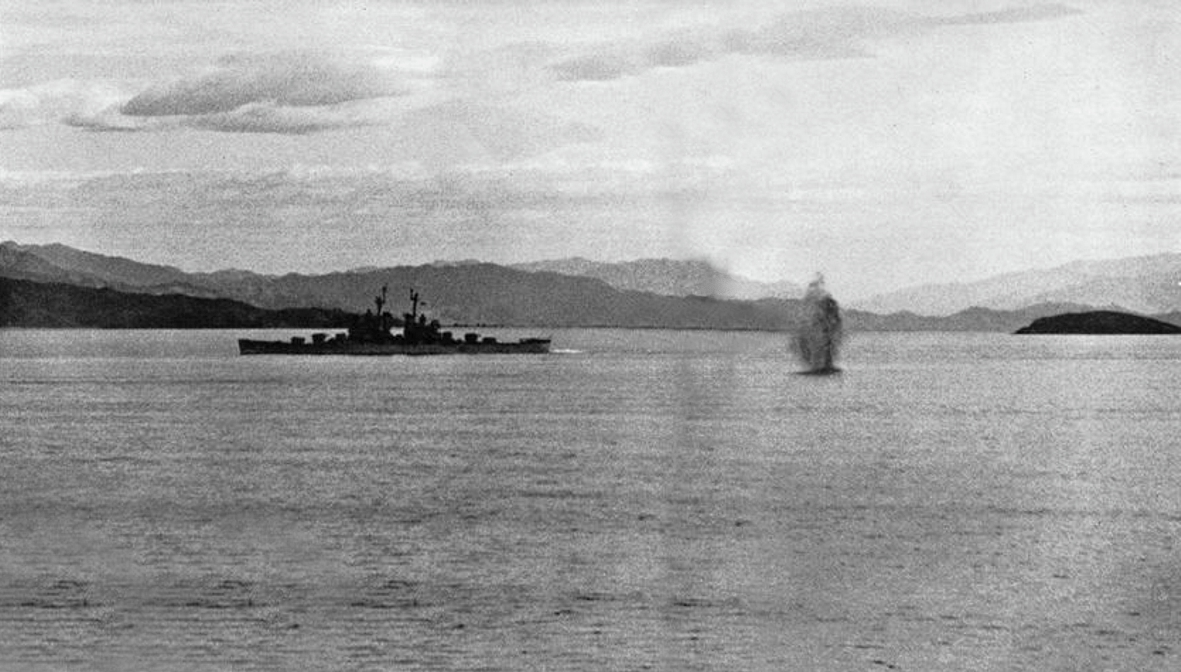
朝鮮戦争で北朝鮮の沿岸砲台から砲撃を受ける「ブレマートン」。1953年撮影。

ブレマートンは1951年11月23日に再就役した。就役後の回復訓練を行い、その後第7艦隊と合流し朝鮮戦争に参加した。ブレマートンは元山、清津などに砲撃を行った。1952年9月13日に任務を交代しカリフォルニア州ロングビーチに帰還した。
7か月間をオーバーホール、演習、砲撃訓練に費やし、1953年4月5日にロングビーチを出航、再び第7艦隊に合流した。ブレマートンは第77任務部隊と共に敵の拠点、兵員および鉄道施設に砲撃を行った。
11か月の任務を完了し、ブレマートンはロングビーチに帰還、オーバーホールのためドック入りした。オーバーホールが完了すると訓練を行い、その後1954年5月14日に西太平洋に展開した。1954年10月17日にロングビーチに帰還、訓練に従事した後1955年7月12日に再び極東に展開した。
ブレマートンは1960年7月29日に退役し、1973年10月1日に除籍された。
ブレマートンは朝鮮戦争の戦功で2個の従軍星章を受章した。